# Nalot lotniczy

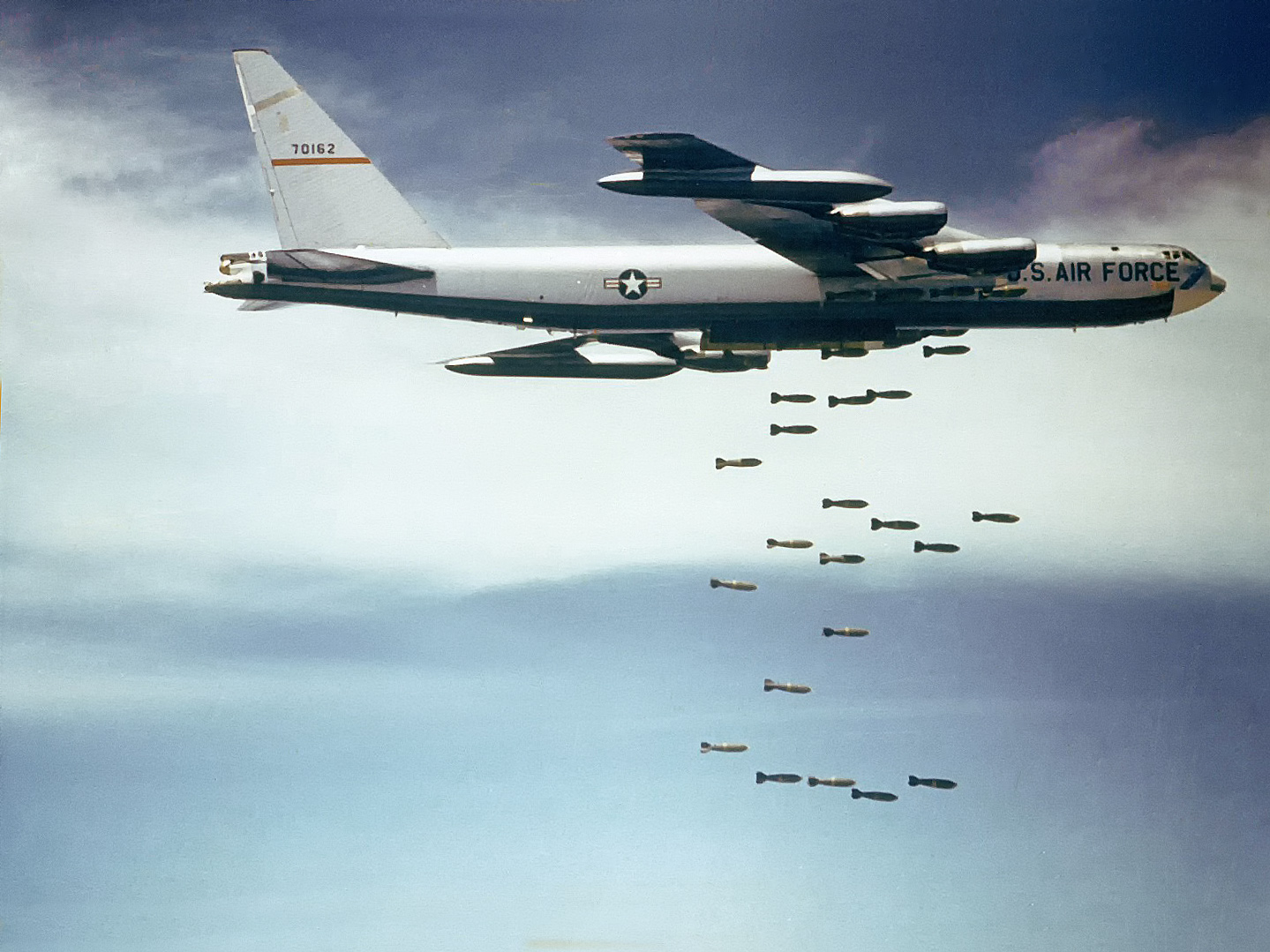
Amerykański Boeing B-52 Stratofortress zrzucający bomby

Nalot lotniczy – jednoczesne uderzenie pojedynczych samolotów, par lub kluczy na wybrane obiekty lub zgrupowanie wojsk nieprzyjaciela. W ramach bezpośredniego wsparcia wojsk lądowych, lotnictwo wykonuje uderzenia na ważne obiekty siłami jednej lub kilku grup samolotów jednorazowo lub kilkakrotnie w ciągu dnia walki. W zależności od zastosowanych środków i postawionego celu może polegać na ostrzelaniu, zbombardowaniu celu lub zniszczeniu go przy użyciu broni rakietowej typu powietrze-ziemia.

## Rodzaje nalotów
- nalot ześrodkowany – nalot wykonywany siłami 40–80 samolotów atakujących jednocześnie jeden ważny obiekt[2].
- nalot zmasowany – nalot z udziałem kilkuset samolotów, które w czasie 1–2 godzin wykonują ataki na główne zgrupowania wojsk, lotniska, stanowiska broni przeciwlotniczej itp. Samoloty ugrupowane są w 2–3 rzuty, a każdy rzut składa się z kilku fal[2].
- nalot demonstracyjny – rodzaj działalności bojowej lotnictwa, polegający na wykonaniu nalotu na kierunku drugorzędnym; jego celem jest zmylenie nieprzyjaciela co do zasadniczego kierunku i czasu wykonania nalotu zmasowanego lub ześrodkowanego[3].
- nalot pozorujący – sposób działalności bojowej lotnictwa, w którym samolot lub grupa samolotów podejmuje działania w celu wyczerpania zdolności bojowej środków obrony przeciwlotniczej osłaniających dany obiekt. Samoloty po zbliżeniu się do strefy rażenia środków obrony przeciwlotniczej gwałtownie manewrują i odchodzą nad własne terytorium[2].
- nalot na cel – sposób wykonania nalotu lotniczego dla obezwładnienia lub zniszczenia celów naziemnych.
  - nalot falowy – rodzaj uderzenia, w którym poszczególne grupy samolotów kolejno, bez wyraźnych przerw czasowych, wykonują nalot na określony cel lub obiekt[3].
  - nalot gwiaździsty – rodzaj uderzenia ześrodkowanego, w którym poszczególne grupy lotnictwa nadlatują na cel lub obiekt uderzenia z różnych kierunków i na różnych wysokościach[3].
  - nalot potokowy– rodzaj działań lotnictwa, w którym pojedyncze samoloty lub małe ich grupy w odstępach czasowych, ze zróżnicowaną wysokością i z przybliżonych kierunków wykonują nalot na cel lub obiekt[2].